# Europaspiele 2015/Sambo
Bei den Europaspielen 2015 in Baku, Aserbaidschan wurden am 22. Juni 2015 insgesamt acht Wettbewerbe im Sambo ausgetragen (je vier für Frauen und Männer).

## Medaillengewinner

### Männer
| Disziplin          | Gold                 | Silber             | Bronze                                  |
| ------------------ | -------------------- | ------------------ | --------------------------------------- |
| Klasse bis 57 kg   | Aimergen Atkunow     | İslam Qasımov      | Uladsislau Burds Vakhtangi Chidrashvili |
| Klasse bis 74 kg   | Szjapan Papou        | Amil Qasımov       | Asamat Sidakow Kakha Mamulashvili       |
| Klasse bis 90 kg   | Alsim Tschernoskulow | Andrej Kasussjonak | Radvilas Matukas Davit Karbelashvili    |
| Klasse über 100 kg | Artjom Ossipenko     | Vasif Səfərbəyov   | Juryj Rybak Rasmik Tonojan              |

### Frauen
| Disziplin        | Gold             | Silber           | Bronze                              |
| ---------------- | ---------------- | ---------------- | ----------------------------------- |
| Klasse bis 52 kg | Anna Charitonowa | Nəzakət Xəlilova | Magdalena Warbanowa Rūta Aksionova  |
| Klasse bis 60 kg | Jana Kostenko    | Kalina Stefanowa | Kazjaryna Prakapenka Daniela Hondiu |
| Klasse bis 64 kg | Tazzjana Mazko   | Olena Sajko      | Anna Schtscherbakowa Sarah Loko     |
| Klasse bis 68 kg | Ivana Jandrić    | Wolha Namasawa   | Olga Sacharzowa Celine Conde        |

## Medaillenspiegel
| Rang   | Land          | Gold | Silber | Bronze | Gesamt |
| ------ | ------------- | ---- | ------ | ------ | ------ |
| 1      | Russland      | 5    | 0      | 3      | 8      |
| 2      | Belarus       | 2    | 2      | 3      | 7      |
| 3      | Serbien       | 1    | 0      | 0      | 1      |
| 4      | Aserbaidschan | 0    | 4      | 0      | 4      |
| 5      | Bulgarien     | 0    | 1      | 1      | 2      |
| 5      | Ukraine       | 0    | 1      | 1      | 2      |
| 7      | Georgien      | 0    | 0      | 3      | 3      |
| 8      | Frankreich    | 0    | 0      | 2      | 2      |
| 8      | Litauen       | 0    | 0      | 2      | 2      |
| 7      | Rumänien      | 0    | 0      | 1      | 1      |
| Gesamt | Gesamt        | 8    | 8      | 8      | 24     |